# Amphipappus
Amphipappus là một chi thực vật có hoa trong họ Cúc (Asteraceae).

## Loài
Chi Amphipappus gồm các loài: